# پرث جنوبی، استرالیای غربی
پرث جنوبی (به انگلیسی: South Perth) یک منطقهٔ مسکونی در استرالیا است که در استرالیای غربی واقع شده‌است.